# Pleurostylia capensis
Pleurostylia capensis är en benvedsväxtart som först beskrevs av Nicolai Stepanowitsch Turczaninow, och fick sitt nu gällande namn av Daniel Oliver. Pleurostylia capensis ingår i släktet Pleurostylia och familjen Celastraceae. Inga underarter finns listade.